# Sokółki (gromada w powiecie oleckim)
Sokółki – dawna gromada, czyli najmniejsza jednostka podziału terytorialnego Polskiej Rzeczypospolitej Ludowej w latach 1954–1972.
Gromady, z gromadzkimi radami narodowymi (GRN) jako organami władzy najniższego stopnia na wsi, funkcjonowały od reformy reorganizującej administrację wiejską przeprowadzonej jesienią 1954 do momentu ich zniesienia z dniem 1 stycznia 1973, tym samym wypierając organizację gminną w latach 1954–1972.
Gromadę Sokółki z siedzibą GRN w Sokółkach utworzono – jako jedną z 8759 gromad – w powiecie oleckim w woj. białostockim, na mocy uchwały nr 20/V WRN w Białymstoku z dnia 4 października 1954. W skład jednostki weszły obszary dotychczasowych gromad Czukty (z wyłączeniem części lasów państwowych), Żydy (z wyłączeniem części lasów państwowych), Jabłonowo (z wyłączeniem leśniczówki Wierzbianki i lasów państwowych N-ctwa Czerwony Dwór o pow. 11,87 ha), Golubie Wężewskie, Sokółki, Stacze i Zawady Oleckie, miejscowości Wężewo i Żmijewo z dotychczasowej gromady Wężewo, miejscowość Cicha Wólka z dotychczasowej gromady Cicha Wólka ze zniesionej gminy Sokółki w tymże powiecie, przyległe obszary lasów państwowych z dotychczasowych gromad Szeszki, Chełchy i Guzy ze zniesionej gminy Mieruniszki w tymże powiecie oraz obszar lasów państwowych leśnictwa Dunajek z osadami leśnymi Dunajek i Wierzbianki i leśniczówką Dunajek z dotychczasowej gromady Dunajek ze zniesionej gminy Grabowo w powiecie gołdapskim. Dla gromady ustalono 16 członków gromadzkiej rady narodowej.
1 stycznia 1959 do gromady Sokółki przyłączono wieś Barany oraz PGR Cichy i Niemsty ze zniesionej gromady Olszewo w tymże powiecie oraz obszar lasów państwowych Nadleśnictwa Kowale Oleckie o powierzchni 96,49 ha (oddziały 292, 296 i 297) z gromady Grabowo w powiecie gołdapskim.
1 stycznia 1972 z gromady Sokółki wyłączono grunty PGR Chełchy z obrębu Dunajek włączając je gromady Mazury; do gromady Sokółki przyłączono natomiast wieś Jurki z gromady Mazury oraz wsie Kiliany i Kilianki ze zniesionej gromady Stożne.
Gromada przetrwała do końca 1972 roku, czyli do kolejnej reformy gminnej. Z dniem 1 stycznia 1973 roku reaktywowano gminę Sokółki.